# نواه براينت
نواه براينت (بالإنجليزية: Noah Bryant)‏ هو منافس ألعاب قوى أمريكي، ولد في 11 مايو 1984 في سانتا باربارا في الولايات المتحدة.

## وصلات خارجية
- نواه براينت على موقع الاتحاد الدولي لألعاب القوى (الإنجليزية)
- نواه براينت على موقع الاتحاد الأمريكي لسباقات المضمار والميدان (الإنجليزية)